# Zomicarpella amazonica
Zomicarpella amazonica là một loài thực vật có hoa trong họ Ráy (Araceae). Loài này được Bogner miêu tả khoa học đầu tiên năm 1997.